# Diyya
« Diya » redirige ici. Pour les autres significations, voir Diya (lampe).
La diyya ou diya (terme coranique, de la racine arabe WDY, ou plutôt de la racine و د ي w-d-y, dérivé du verbe وَدَى) est le prix du sang dans la jurisprudence islamique, c'est-à-dire une compensation financière expiatoire que doit payer l'auteur (ou la famille de l'auteur, l'‘āqila) d'un homicide à la famille de la victime, ou à ses ayants droit. Le montant d'une diyya pleine, qui aurait été fixé par ‘Abd al-Muṭṭalib (m. 580), le grand-père du prophète de l'islam, s'élève à cent têtes de chameaux. Elle peut être requise comme moyen de mener à une réconciliation sulh.
La diya doit aussi être payée par une femme qui a tenté d'avorter et dont l'enfant né vivant meurt précocement. Si le fœtus est expulsé sans vie, la femme n'est obligée de payer que la ghurra, qui représente environ un vingtième d'une diya.
En Arabie saoudite, la diya demandée s'élève souvent à plusieurs millions de riyals, malgré un arrêté royal la fixant à 400 000. Des campagnes de dons destinées à payer cette somme ont lieu auprès d'hommes d'affaires ou de tribus influentes, voire sur les réseaux sociaux. De mesure de pardon, la diya est devenue un commerce lucratif, notamment pour les « médiateurs », qui fixent les prix et organisent les campagnes de don,.
En Iran, la diyya permet de commuer une exécution capitale (ou Qisas, arabe : قِصَاص) moyennant le paiement d'une somme d'argent. Dans le contexte d'une opposition croissante à la peine de mort, s'il n'est pas possible de s'y opposer frontalement, les opposants lancent des campagnes de collecte de fonds pour payer la diyya. Son payement est un facteur de discrimination sociale important, car les familles pauvres n'ont souvent pas les moyens de payer la somme, quand une personne riche peut échapper rapidement à la peine pour un meurtre après seulement un ou deux ans de prison. 
En Libye, la diyya est demandée pour les victimes d'accidents de la route. Les familles des victimes exigent parfois une somme exorbitante si elles souhaitent que le conducteur reste incarcéré.
Au Pakistan, demander la diyya permet d'éviter la peine de mort. La pratique a été introduite en 1990. Deux à trois cent diyya sont demandées chaque année au Pakistan où plus de 8 500 personnes sont dans le « couloir de la mort ». La pratique est critiquée, car les familles les plus riches ont les moyens de payer le prix du sang que les plus pauvres n'ont pas.
Au Tchad, la diya est une pratique coutumière, à laquelle le gouvernement souhaite s'attaquer car elle fait cesser les poursuites pénales. Les sommes demandées, plusieurs millions de francs CFA, sont très difficiles à payer.
En Mauritanie et au Soudan, la diya est inscrite dans les lois de l'État, tandis qu'en Algérie et au Maroc, elle est pratiquée sans être prévue par la législation étatique.